# Astarbea
Nella mitologia greca,  Astarbea  era il nome della moglie di Pigmalione.

## Il mito
Astarbea, regina di Tiro, voleva sbarazzarsi della sua famiglia. Innanzitutto si dedicò al marito, prese del veleno e glielo somministrò, ma, forse per la quantità esigua egli continuava a vivere e la morte tardava a sopraggiungere, la donna quindi si infuriò arrivando a strangolare l'uomo. Giunse il turno del figlio Balcazzare ma fu egli ad avere la meglio ed uccise Astarbea.

### Moderna
- Anna Ferrari, Dizionario di mitologia, Litopres, UTET, 2006, ISBN 88-02-07481-X.
- Anna Maria Carassiti, Dizionario di mitologia classica, Roma, Newton, 2005, ISBN 88-8289-539-4.